# Dialeurolobus erythrinae
Dialeurolobus erythrinae là một loài côn trùng cánh nửa trong họ Aleyrodidae, phân họ Aleyrodinae.
Dialeurolobus erythrinae được Corbett miêu tả khoa học đầu tiên năm 1935.